# Episodi di Sea Patrol (seconda stagione)
La seconda stagione della serie televisiva Sea Patrol è stata trasmessa in prima visione in Australia da Nine Network dal 31 marzo al 23 giugno 2008. 
In Italia la seconda stagione è stata trasmessa in prima visione in chiaro da Rai 2 divisa in due parti: la prima (ep. 1-9) dal 30 agosto al 9 settembre 2010, la seconda (ep. 10-13) tra ottobre e novembre 2011.
Nella Svizzera Italiana la seconda stagione è stata trasmessa dal 1º luglio 2011 al 19 luglio 2011 su RSI LA1.
| nº | Titolo originale              | Titolo italiano         | Prima TV Australia | Prima TV in italiano |
| -- | ----------------------------- | ----------------------- | ------------------ | -------------------- |
| 1  | The Dogs of War               | Pericolo imminente      | 31 marzo 2008      | 30 agosto 2010       |
| 2  | Fortune Favours               | Serpenti in alto mare   | 7 aprile 2008      | 31 agosto 2010       |
| 3  | Takedown                      | Blitz in alto mare      | 14 aprile 2008     | 1º settembre 2010    |
| 4  | Heaven Born Captains          | Capitani coraggiosi     | 21 aprile 2008     | 2 settembre 2010     |
| 5  | Giving Up The Dead            | L'ora del tè            | 28 aprile 2008     | 3 settembre 2010     |
| 6  | Birds                         | Uccelli                 | 5 maggio 2008      | 6 settembre 2010     |
| 7  | Hidden Agendas                | Appuntamenti segreti    | 12 maggio 2008     | 7 settembre 2010     |
| 8  | Heart of Glass                | Cuore di vetro          | 19 maggio 2008     | 8 settembre 2010     |
| 9  | Shadow Line                   | Linea d'ombra           | 26 maggio 2008     | 9 settembre 2010     |
| 10 | Rules of Engagement           | Comandante Kate         | 2 giugno 2008      | 14 luglio 2011       |
| 11 | A Brilliant Career            | Il nuovo comandante     | 9 giugno 2008      | 15 luglio 2011       |
| 12 | Friends Close, Enemies Closer | Pericoloso inseguimento | 16 giugno 2008     | 18 luglio 2011       |
| 13 | Soldiers of Fortune           | I mercenari             | 23 giugno 2008     | 19 luglio 2011       |